# Volkswagen Passat B4

## Passat B4 (1993-1997)
En 1993, el Passat fue objeto de un rediseño importante, ocasión que Volkswagen aprovechó para relanzar el vehículo como Passat B4. Con ocasión de este relanzamiento, se abandonó el 1.8 L G60 de gasolina, se mantuvo el VR6, y se generalizó el uso de la tecnología de inyección directa en los motores diésel.

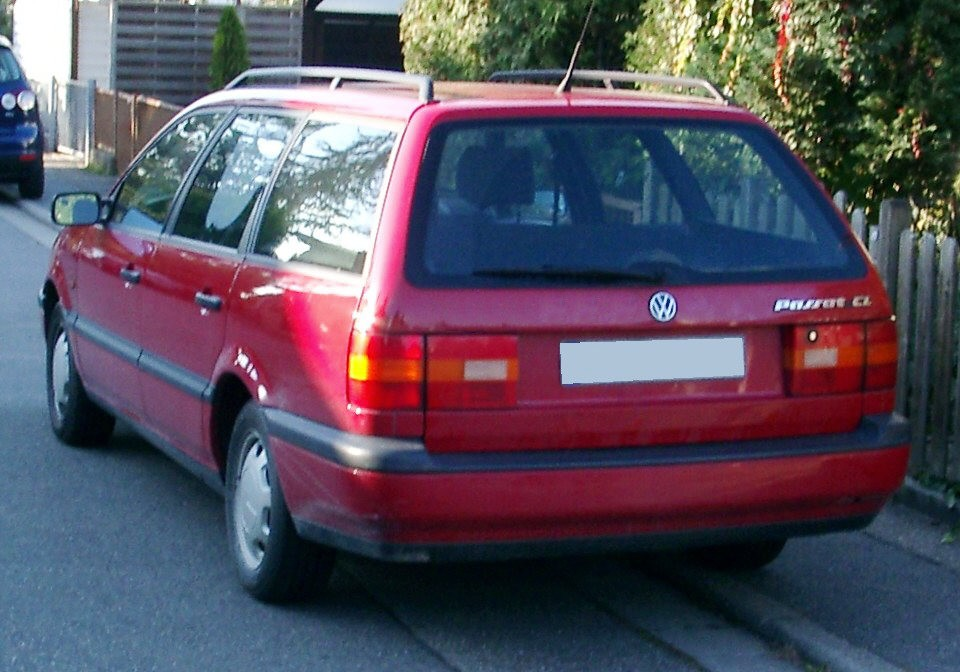
Volkswagen Passat Variant B4
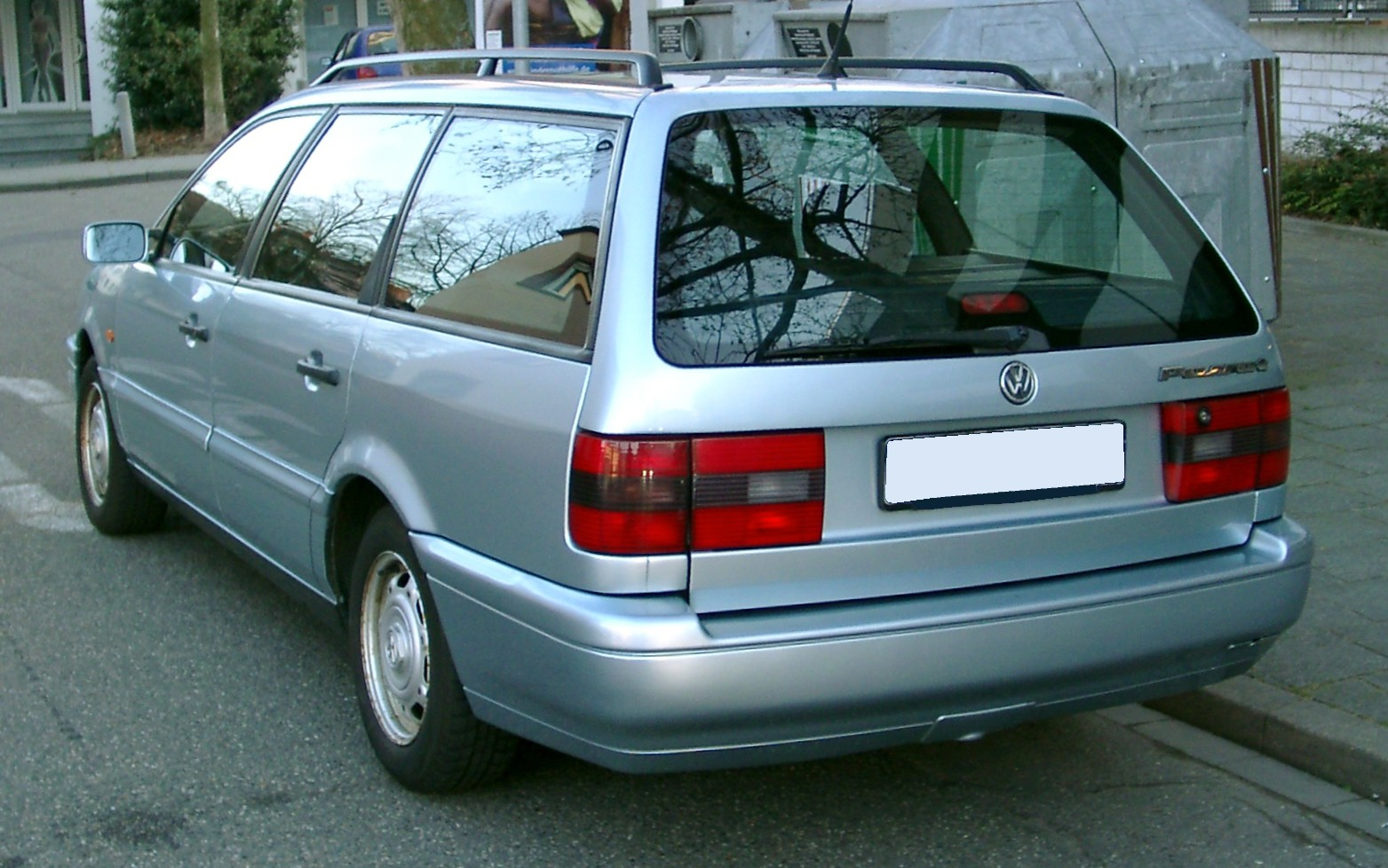
Volkswagen Passat Variant B4 restyling
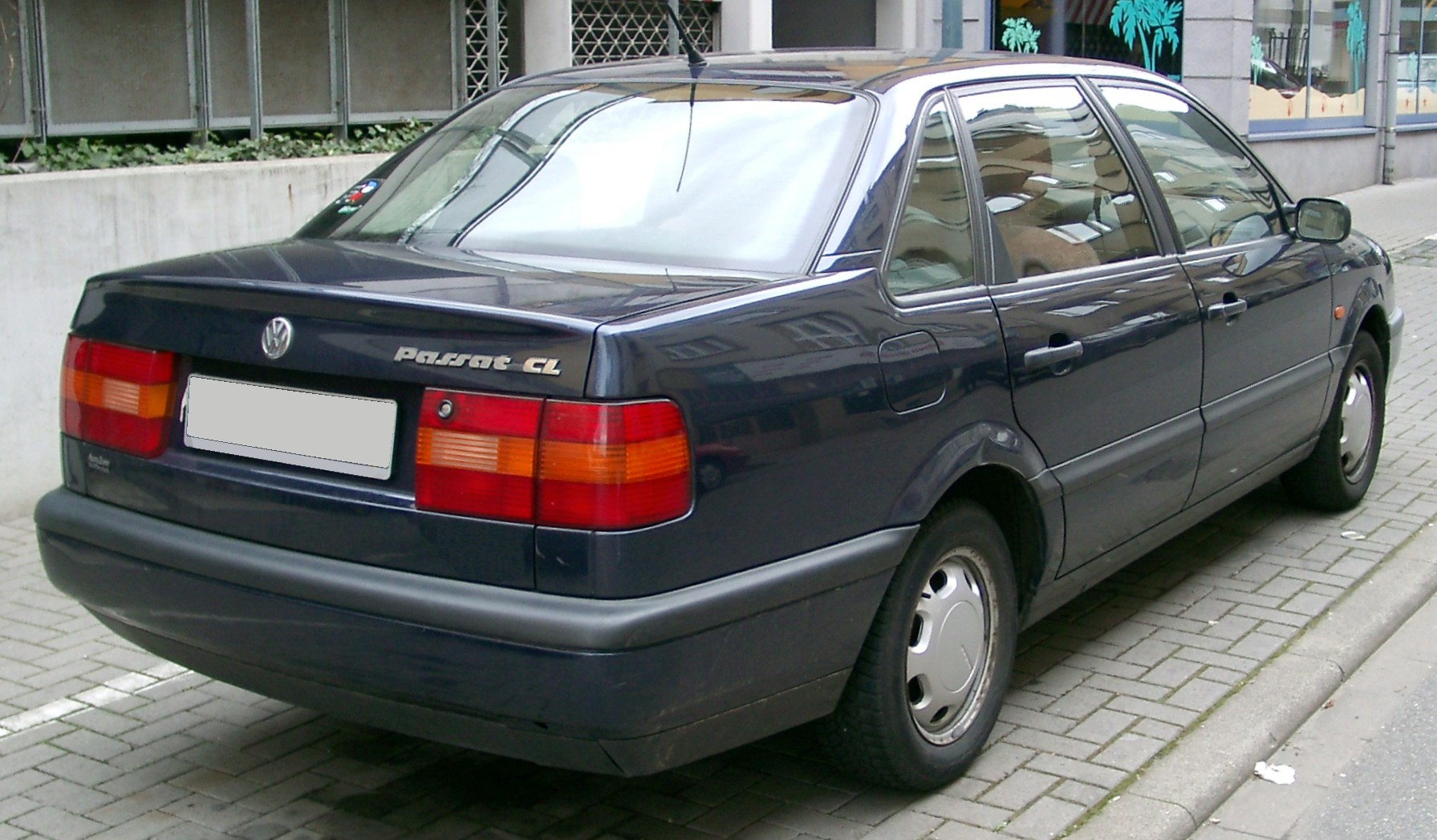
Vista trasera con faros direccionales naranja 1993

### Motorizaciones
| Periodo                        | 1994-1995                  | 1995-1997                  | 1993-1997                  | 1993-1994                                         | 1994-1997                                         | 1993-1994                                                     | 1994-1995                                                     | 1995-1997                                                     | 1993-1997                                         | 1993-1997                                         | 1993-1997               |
| Identificación del motor       | AEK                        | AFT                        | AAM                        | ABS                                               | ADZ                                               | 2E                                                            | ADY                                                           | AGG                                                           | ABF                                               | AAA                                               | ABV                     |
| Tipo de motor                  | L4 8v, inyección monopunto | L4 8v, inyección monopunto | L4 8v, inyección monopunto | L4 8v, inyección monopunto                        | L4 8v, inyección monopunto                        | L4 8v                                                         | L4 8v                                                         | L4 8v                                                         | L4 16v                                            | VR6 12v                                           | VR6 12v                 |
| Diámetro x carrera             | 81.0 mm × 77.4 mm          | 81.0 mm × 77.4 mm          | 81.0 mm × 86.4 mm          | 81.0 mm × 86.4 mm                                 | 81.0 mm × 86.4 mm                                 | 82.5 mm × 92.8 mm                                             | 82.5 mm × 92.8 mm                                             | 82.5 mm × 92.8 mm                                             | 82.5 mm × 92.8 mm                                 | 81.0 mm × 90.3 mm                                 | 82.0 mm × 90.3 mm       |
| Cilindrada                     | 1595 cm³                   | 1595 cm³                   | 1781 cm³                   | 1781 cm³                                          | 1781 cm³                                          | 1984 cm³                                                      | 1984 cm³                                                      | 1984 cm³                                                      | 1984 cm³                                          | 2792 cm³                                          | 2861 cm³                |
| Relación de compresión         | 10.3: 1                    | 10.3: 1                    | 9.0: 1                     | 10.0 : 1                                          | 10.0 : 1                                          | 10.4: 1                                                       | 10.0: 1                                                       | 9.6: 1                                                        | 10.5: 1                                           | 10.0: 1                                           | 10.0: 1                 |
| Potencia máxima: CV (kW) @ rpm | 100 CV (74 kW) @ 5800      | 100 CV (74 kW) @ 5800      | 75 CV (55 kW) @ 5000       | 90 CV (66 kW) @ 5500                              | 90 CV (66 kW) @ 5500                              | 115 CV (85 kW) @ 5400                                         | 115 CV (85 kW) @ 5400                                         | 115 CV (85 kW) @ 5400                                         | 150 CV (110 kW) @ 6000                            | 174 CV (128 kW) @ 5800                            | 192 CV ( 142 kW) @ 5800 |
| Par máximo: Nm @ rpm           | 135 Nm @ 4400              | 140 Nm @ 3500              | 140 Nm @ 2500              | 145 Nm @ 2500                                     | 145 Nm @ 2500                                     | 166 Nm @ 3200                                                 | 166 Nm @ 3200                                                 | 166 Nm @ 2600                                                 | 180 Nm @ 4800                                     | 240 Nm @ 4200                                     | 245 Nm @ 4200           |
| Tracción                       | Delantera                  | Delantera                  | Delantera                  | Delantera                                         | Delantera                                         | Delantera / Total (Syncro)                                    | Delantera / Total (Syncro)                                    | Delantera / Total (Syncro)                                    | Delantera                                         | Delantera                                         | Total (Syncro)          |
| Transmisión                    | Manual, 5 velocidades      | Manual, 5 velocidades      | Manual, 5 velocidades      | Manual, 5 velocidades / Automática, 4 velocidades | Manual, 5 velocidades / Automática, 4 velocidades | Manual, 5 velocidades / Automática, 4 velocidades (No Syncro) | Manual, 5 velocidades / Automática, 4 velocidades (No Syncro) | Manual, 5 velocidades / Automática, 4 velocidades (No Syncro) | Manual, 5 velocidades / Automática, 4 velocidades | Manual, 5 velocidades / Automática, 4 velocidades | Manual, 5 velocidades   |
| Aceleración (0-100 Km/h)       | 13.6 s                     | 12.9 s                     | 15.5 s                     | 14.4 s                                            | 14.4 s                                            | 11.8 s (12.3 s Syncro)                                        | 11.8 s (12.3 s Syncro)                                        | 11.8 s (12.3 s Syncro)                                        | 9.7 s                                             | 8.7 s                                             | 9.2 s                   |
| Velocidad máxima               | 186 Km/h                   | 186 Km/h                   | 169 Km/h                   | 178 Km/h                                          | 178 Km/h                                          | 195 Km/h (187 Km/h Syncro)                                    | 195 Km/h (187 Km/h Syncro)                                    | 195 Km/h (187 Km/h Syncro)                                    | 213 Km/h                                          | 224 Km/h                                          | 218 Km/h                |
| Consumo combinado (L/100 Km/h) | 7.7                        | 7.9                        | 8.2                        | 8.0                                               | 8.0                                               | 8.2 (8.9 Syncro)                                              | 8.2 (8.9 Syncro)                                              | 8.2 (8.9 Syncro)                                              | 8.5                                               | 9.6                                               | 10.9                    |

| Periodo                        | 1993-1996             | 1993-1996                                    | 1996                                              |           |
| Identificación del motor       | AAZ                   | 1Z                                           | AFN                                               |           |
| Tipo de motor                  | L4 8v, turbo          | L4 8v, inyección directa, turbo, intercooler | L4 8v, inyección directa, turbo, intercooler      |           |
| Diámetro x carrera             | 79.5 mm × 95.5 mm     | 79.5 mm × 95.5 mm                            | 79.5 mm × 95.5 mm                                 |           |
| Cilindrada                     | 1896 cm³              | 1896 cm³                                     | 1896 cm³                                          |           |
| Relación de compresión         | 22.5: 1               | 19.5: 1                                      | 19.5: 1                                           | 19.5: 1   |
| Potencia máxima: CV (kW) @ rpm | 75 CV (55 kW) @ 4200  | 90 CV (66 kW) @ 4000                         | 110 CV (81 kW) @ 4150                             |           |
| Par máximo: Nm @ rpm           | 150 Nm @ 2400-3400    | 202 Nm @ 1900                                | 235 Nm @ 1900                                     |           |
| Tracción                       | Delantera             | Delantera                                    | Delantera                                         | Delantera |
| Transmisión                    | Manual, 5 velocidades | Manual, 5 velocidades                        | Manual, 5 velocidades / Automática, 4 velocidades |           |
| Aceleración 0–100 km/h         | 18.0 s                | 14.1 s                                       | 11.9 s                                            |           |
| Velocidad máxima               | 165 Km/h              | 178 Km/h                                     | 193 Km/h                                          |           |
| Consumo combinado (L/100 Km/h) | 6.4                   | 5.3                                          | 5.1                                               |           |